# Ljaskovets (distrikt)
Ljaskovets (bulgariska: Лясковец) är ett distrikt i Bulgarien.   Det ligger i kommunen Obsjtina Stambolovo och regionen Chaskovo, i den södra delen av landet, 220 km sydost om huvudstaden Sofia.
Trakten runt Ljaskovets består till största delen av jordbruksmark. Runt Ljaskovets är det glesbefolkat, med 19 invånare per kvadratkilometer.